# Argyrolobium splendens
Argyrolobium splendens är en ärtväxtart som beskrevs av Wilhelm Gerhard Walpers. Argyrolobium splendens ingår i släktet Argyrolobium och familjen ärtväxter. Inga underarter finns listade i Catalogue of Life.